# Stenella palmicola
Stenella palmicola är en svampart som beskrevs av Matsush. 1985. Stenella palmicola ingår i släktet Stenella, och familjen Mycosphaerellaceae. Inga underarter finns listade i Catalogue of Life.